# Gilane Barret
 (octobre 2023).
Gilane Barret est un journaliste-présentateur français de télévision ayant travaillé à France 2 de 1996 à 2007 et à  BFM TV de 2007 à 2020. Depuis 2021, il dirige la Coaching Agency : présentation de tables-rondes, séminaires, conférences, émissions TV internes, mediatraining. Il propose aussi des émissions pour le groupe Le Figaro notamment.

## Biographie
Gilane Barret commence dans le journalisme avec la radio en amateur, dès l’âge de 18 ans, d’abord sur Ado FM à Paris, puis à Radio Fajet à Nancy.
Entre 1996 et 1998, il collabore régulièrement au site internet france2.fr. Il adapte l’émission politique Polémiques de Michèle Cotta (une première sur le net en 1996) puis, les grands événements diffusés sur France Télévisions sont relayés pour la première fois sur le web : le Tour de France, les Jeux olympiques d'Atlanta,  le Tournoi de Roland-Garros, la Coupe du monde 1998. La Nuit des étoiles se répand sur la toile à partir de 1996, par l’intermédiaire des premières questions des internautes en direct, avec Claude Sérillon..
En 1998, Gilane Barret entre à la rédaction de France 2, où il débute comme commentateur des images pour le journal de la nuit. Puis il propose une chronique « Europe », lors de l’introduction de la monnaie européenne en 1999.
En 2000, il crée la première rubrique multimédia hebdomadaire pour le journal de la nuit avec Florence Duprat et Laurence Ostolaza puis le journal de 13 heures avec le duo Carole Gaessler-Rachid Arhab, puis avec Gérard Holtz.
Entre 2001 et 2006, Gilane Barret se tourne vers la radio BFM pour présenter des flashs et des émissions (USA Today et Le Grand Journal). En parallèle, il collabore à mi-temps sur Télématin. Il réalise les sujets dans les journaux et il est aussi régulièrement le joker de la revue de presse, avec William Leymergie.
À partir de 2005, il collabore ponctuellement avec TV5 Monde, pour présenter des journaux la nuit, et une nouvelle chronique multimédia dans  l’émission Le monde de TV5, animée par Estelle Martin.
Depuis 2007, Gilane Barret se consacre à plein temps à BFM TV. Il présente d’abord les journaux du soir dans les émissions de Ruth Elkrief et de Florence Duprat. Il présente aussi les flashs dans l’émission Élysée 2007, de Ruth Elkrief pendant la campagne présidentielle précédent l'élection présidentielle française de 2007. Il propose aussi des flashs réguliers lors de la soirée électorale, au premier et au deuxième tour.
Durant l’été 2007, l'hebdomadaire Télé 7 Jours l'a classé parmi « les espoirs de l’été » : « Avec ses faux airs de Jean-Luc Delarue, il est, à 32 ans, la valeur montante de BFM TV ». Engagé en 1996 sur le site web de France 2, il collabore ensuite aux éditions de 13 heures et de la nuit avant de rejoindre Télématin, sur France 2, en 2001. Début 2007, il présente les journaux du soir sur BFM TV. Bien que sollicité par France Télévisions, il anime à partir de septembre une nouvelle tranche, le week-end, sur BFM.
À la rentrée de septembre 2007, il présente Non Stop dans les soirées du week-end et de l'après-midi le lundi et mardi. À partir de février 2008, il se retrouve à la tête du Week-end 360 de 22 h à minuit avec Stéphanie de Muru le samedi et le dimanche.
Avec la mise en place de la version 4 de la chaîne, le 19 mai 2008, il présente les nouveaux Non Stop avec Stéphanie de Muru du mercredi au vendredi, de 15 h à 18 h, tout en continuant à présenter Week end 360 avec Aude Moracchini de 22 h à minuit, le samedi et le dimanche. 
À partir de septembre 2008, il présente du lundi au vendredi les journaux de 12 h et 13 h dans Midi Ruth Elkrief (Stéphanie de Muru assurant les journaux de 12 h 30 et 13 h 30) puis Non Stop avec Stéphanie de Muru de 14 h à 15 h. À partir de janvier 2010, il présente uniquement les journaux de 12 h et de 13 h dans Midi Ruth Elkrief.
En août 2010, avec Stéphanie de Muru et Karine de Ménonville, Gilane Barret reprend la présentation de la tranche de la mi-journée, de 12 h à 15 h, puis avec Karine de Ménonville uniquement à la suite du congé de maternité de Stéphanie de Muru.
En 2012, il récupère la tranche du Non Stop de 15 à 18 h du lundi au vendredi qu'il présente en duo avec Florence Duprat puis avec Lucie Nuttin à partir de la rentrée 2017.
À la rentrée 2018, il récupère le 20h Week-end et Le journal de la nuit du vendredi au dimanche (à partir de la rentrée 2019, le vendredi, il présente un journal de 30 minutes au lieu d'une heure entre 20 h 30 et 21 h).
À la rentrée 2020, le 20h Week-end et Le journal de la nuit (week-end) s'arrêtent. Sa présence dans la grille de rentrée n'est pas renouvelée.
Depuis 2020, il dirige La Coaching Agency. Son expertise télévisuelle est très demandée pour animer des tables-rondes, des conférences, des colloques, des séminaires. Il présente aussi des émission TV internes. Ses milliers d'interviews au cours de sa carrière lui permettent de coacher de grands dirigeants pour leur prise de parole en public et dans les médias. 
Il continue de présenter des émissions concernant l'économie sur internet : Parlons Business, et des émissions pour les placements pour le magazine Le Particulier du groupe Le Figaro.